# Gnathotrusia eleates
Gnathotrusia eleates är en fjärilsart som beskrevs av Gustav Weymer 1907. Gnathotrusia eleates ingår i släktet Gnathotrusia och familjen praktfjärilar. Inga underarter finns listade i Catalogue of Life.